# Cestino di pane
Cestino di pane è un dipinto a olio su tavola di 31,5 × 31,5 cm realizzato nel 1926 dal pittore spagnolo Salvador Dalí.
L'opera venne esposta per la prima volta alla seconda personale dell'artista alle Galeries Dalmau di Barcellona nel 1926-1927; tuttavia la fama internazionale fu assicurata quando il dipinto partecipò, insieme con altre due opere di Dalì, alla XXVII edizione della Mostra Internazionale di pittura al Carnegie Institute di Pittsburgh nel 1928. Anche se il primo premio per la pittura fu assegnato ad Andrè Derain, il Cestino di pane, con la sua resa così accurata, destò vivo interesse alla mostra, dove suscitò commenti favorevoli e fu paragonato a opere di grandi maestri del passato quali Caravaggio e Francisco de Zurbaràn.
Nel 1945 realizzò una seconda versione dell'opera, che venne presentata alla mostra "Recent paintings by Salvador Dalì", svoltasi nella galleria Bignou di New York, dal 20 novembre al 29 dicembre 1945, e su di essa scrive nel catalogo: "Dipinsi questo quadro per due mesi consecutivi, quattro ore al giorno. In questo periodo sono accaduti i più sorprendenti e sensazionali episodi della storia contemporanea. Quest'opera fu completata un giorno prima della fine della guerra. Il pane è stato sempre uno dei soggetti feticisti ed ossessivi più antichio delle mie opere, quello a cui sono rimasto più fedele. Diciannove anni fa dipinsi lo stesso soggetto. Se mettiamo a confronto attentamente le due opere, è possibile studiare tutta la storia della pittura, dal fascino lineare del primitivismo fino all'iperestetismo stereoscopico. Quest'opera tipicamente realista è quella che ha soddisfatto di più la mia immaginazione. Eccovi un dipinto sul quale non si può dire nulla: l'enigma assoluto!"
(da Teatro-Museo Dalì di Figueres, Antoni Pitxtot, Montse Aguer, Jordi Puig)
L'opera è firmata e datata in basso a sinistra.